# NGC 5423
NGC 5423 је елиптична галаксија у сазвежђу Волар која се налази на NGC листи објеката дубоког неба.
Деклинација објекта је + 9° 20' 31" а ректасцензија 14h 2m 48,5s. Привидна величина (магнитуда) објекта NGC 5423 износи 13,0 а фотографска магнитуда 14,0. NGC 5423 је још познат и под ознакама UGC 8952, MCG 2-36-17, CGCG 74-59, NPM1G +09.0354, PGC 50028.